# Processus coracoideus

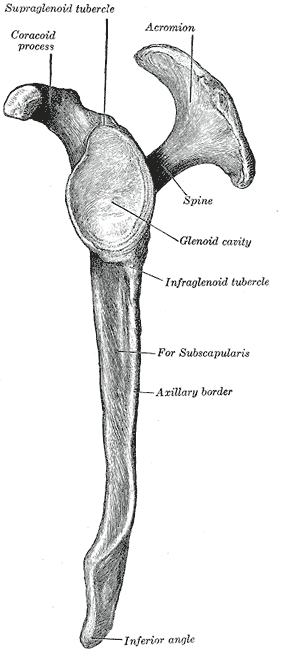
A lapocka oldalról

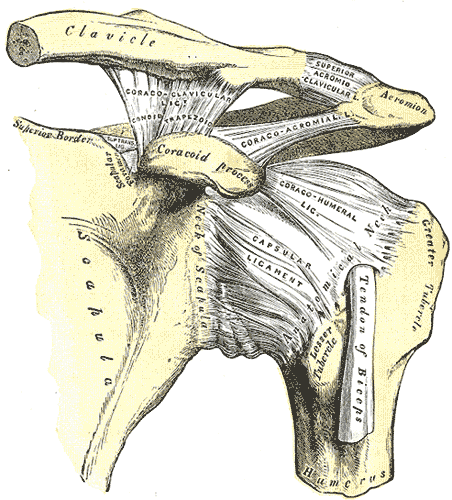
A vállízület szalagokkal

A processus coracoideus (magyarul: hollócsőrnyúlvány) egy apró nyúlvány a lapocka (scapula) felső, külső sarkánál. Az acromionnal együtt stabilizálja a vállízületet (articulatio humeri).

## Tapadási helybiztosítás
Néhány izomnak és szalagnak nyújt tapadási vagy eredési helyet:
- musculus pectoralis minor
- a musculus biceps brachii rövid fejének.
- musculus coracobrachialis
- ligamentum coracoclaviculare
- ligamentum coracoaromiale

## Szerkezete
A lapocka nyakának felső részén található. Vastag és görbült. Először felfelé fut kicsit befelé azután kisebbé válik és irányt vált. előre és kifelé kezd futni.
A felső része lapított, van rajta egy sima konkáv felszín amin keresztül fut a musculus subscapularis.
A horizontális része lapított fentről lefelé. A felső felszíne konvex és egyenetlen és a musculus pectoralis minornak biztosít tapadási helyet. Az alatta lévő felszíne sima, a külső és belső felszíne durva, a ligamentum coracoaromiale-nak és a musculus pectoralis minornak biztost tapadási helyet. A csúcsa a musculus coracobrachialisnak, a musculus biceps brachii egyik inának biztosít eredési helyet valamint a fascia clavipectoralisnak ad tapadási helyet.
A nyúlvány belső felének tetején van egy durva bemélyedés ami a ligamentum conoideumnak biztosít tapadási helyet. A horizontális rész felső felszínén van egy kiemelkedő vonulat ami a ligamentum trapezoideum biztosít tapadási helyet.